# Wer isses?
Wer isses? ist eine Rateshow auf dem deutschen Privatsender ProSieben, bei der die Comedians Chris Tall und Ralf Schmitz zusammen mit einem Teampartner Personen zuordnen und einschätzen müssen. Moderiert wird die Sendung von Steven Gätjen. Sendezeit der Show ist dienstags um 20:15 Uhr.
Ab der zweiten Staffel wurde Schmitz von Michelle Hunziker abgelöst.

## Konzept
In dieser Show werden die zwei Comedians Chris Tall und Ralf Schmitz (Staffel 1) bzw. Michelle Hunziker (Staffel 2) zu Chefs ihrer Rateteams, die sie mit Prominenten bilden. Das Gewinnerteam erhält Preisgeld für seinen Zuschauerblock.
Es gibt verschiedene Rubriken und die Rateteams müssen Personen zuordnen und einschätzen können (z. B. Wer übt welchen Beruf aus?).

## Ausgaben

### Staffel 1
| Ausgabe | Datum            | Team Chris       | Team Ralf           |
| ------- | ---------------- | ---------------- | ------------------- |
| 1       | 27. Februar 2024 | Verona Pooth     | Viviane Geppert     |
| 2       | 5. März 2024     | Daniel Boschmann | Jeannine Michaelsen |
| 3       | 12. März 2024    | Tahnee           | Ruth Moschner       |
| 4       | 19. März 2024    | Frederick Lau    | Bettina Zimmermann  |
| 5       | 2. April 2024    | Vanessa Mai      | Eko Fresh           |

### Staffel 2
| Ausgabe | Datum         | Team Chris       | Team Michelle      |
| ------- | ------------- | ---------------- | ------------------ |
| 1       | 21. Mai 2025  | Janine Kunze     | Annette Frier      |
| 2       | 11. Juni 2025 | Steffen Henssler | Riccardo Simonetti |
| 3       | 18. Juni 2025 | Dennis Wolter    | Benni Wolter       |
| 4       | 2. Juli 2025  | Sasha            | Smudo              |
| 5       | 16. Juli 2025 | Özcan Coşar      | Martin Klempnow    |

Legende
orange = siegreiches Team